# Temporada 2018 del Campeonato Mundial de Supersport
La Temporada 2018 del Campeonato Mundial de Supersport fue la vigésima temporada del Campeonato Mundial de Supersport, pero la vigesimosegunda teniendo en cuenta las dos celebradas bajo el nombre de Serie Mundial de Supersport.

## Calendario
| 1  | Australia       | Phillip Island Grand Prix Circuit     | 25 de febrero    | Lucas Mahias        | Sandro Cortese     | Lucas Mahias        | GRT Yamaha Official WorldSSP Team |
| 2  | Tailandia       | Chang International Circuit           | 25 de marzo      | Lucas Mahias        | Randy Krummenacher | Randy Krummenacher  | Bardahl Evan Bros. WorldSSP Team  |
| 3  | España          | Motorland Aragón                      | 15 de abril      | Sandro Cortese      | Sandro Cortese     | Sandro Cortese      | Kallio Racing                     |
| 4  | Países Bajos    | TT Circuit Assen                      | 22 de abril      | Sandro Cortese      | Randy Krummenacher | Jules Cluzel        | NRT                               |
| 5  | Italia          | Autodromo Enzo e Dino Ferrari         | 13 de mayo       | Lucas Mahias        | Lucas Mahias       | Jules Cluzel        | NRT                               |
| 6  | Reino Unido     | Donington Park                        | 27 de mayo       | Jules Cluzel        | Sandro Cortese     | Sandro Cortese      | Kallio Racing                     |
| 7  | República Checa | Masaryk Circuit                       | 10 de junio      | Sandro Cortese      | Lucas Mahias       | Jules Cluzel        | NRT                               |
| 8  | Italia          | Misano World Circuit Marco Simoncelli | 8 de julio       | Federico Caricasulo | Sandro Cortese     | Federico Caricasulo | GRT Yamaha Official WorldSSP Team |
| 9  | Portugal        | Autódromo Internacional do Algarve    | 16 de septiembre | Lucas Mahias        | Lucas Mahias       | Lucas Mahias        | GRT Yamaha Official WorldSSP Team |
| 10 | Francia         | Circuit de Nevers Magny-Cours         | 30 de septiembre | Federico Caricasulo | Sandro Cortese     | Jules Cluzel        | NRT                               |
| 11 | Argentina       | Circuito San Juan Villicum            | 14 de octubre    | Lucas Mahias        | Sandro Cortese     | Jules Cluzel        | NRT                               |
| 12 | Catar           | Losail International Circuit          | 27 de octubre    | Lucas Mahias        | Sandro Cortese     | Lucas Mahias        | GRT Yamaha Official WorldSSP Team |

## Pilotos y equipos
| Parrilla 2018                                            | Parrilla 2018 | Parrilla 2018       | Parrilla 2018 | Parrilla 2018          | Parrilla 2018 |
| Equipo                                                   | Constructor   | Moto                | No.           | Piloto                 | Rondas        |
| -------------------------------------------------------- | ------------- | ------------------- | ------------- | ---------------------- | ------------- |
| MV Agusta Reparto Corse by Vamag                         | MV Agusta     | MV Agusta F3 675    | 3             | Raffaele De Rosa       | 1–11          |
| MV Agusta Reparto Corse by Vamag                         | MV Agusta     | MV Agusta F3 675    | 86            | Ayrton Badovini        | 1–11          |
| Profile Racing                                           | Triumph       | Triumph Daytona 675 | 4             | Jack Kennedy           | 2             |
| Profile Racing                                           | Triumph       | Triumph Daytona 675 | 35            | Stefan Hill            | 1, 3–8        |
| Profile Racing                                           | Triumph       | Triumph Daytona 675 | 49            | Samuel Hornsey         | 9–11          |
| Profile Racing                                           | Triumph       | Triumph Daytona 675 | 81            | Luke Stapleford        | 1–5           |
| Profile Racing                                           | Yamaha        | Yamaha YZF-R6       | 81            | Luke Stapleford        | 6–11          |
| Yamaha Thailand Racing Team                              | Yamaha        | Yamaha YZF-R6       | 5             | Ratthapong Wilairot    | 2             |
| Yamaha Thailand Racing Team                              | Yamaha        | Yamaha YZF-R6       | 24            | Decha Kraisart         | 2             |
| GMT94 Yamaha                                             | Yamaha        | Yamaha YZF-R6       | 6             | Corentin Perolari      | 3, 6, 8–11    |
| GMT94 Yamaha                                             | Yamaha        | Yamaha YZF-R6       | 94            | Mike Di Meglio         | 1–2           |
| Cube Racing                                              | Kawasaki      | Kawasaki ZX-6R      | 7             | Tom Toparis            | 1             |
| Orelac Racing VerdNatura                                 | Kawasaki      | Kawasaki ZX-6R      | 10            | Nacho Calero           | 1–11          |
| Kallio Racing                                            | Yamaha        | Yamaha YZF-R6       | 11            | Sandro Cortese         | 1–11          |
| Kallio Racing                                            | Yamaha        | Yamaha YZF-R6       | 84            | Loris Cresson          | 1–11          |
| Gemar Team Lorini                                        | Honda         | Honda CBR600RR      | 12            | Alex Murley            | 9–11          |
| Gemar Team Lorini                                        | Honda         | Honda CBR600RR      | 19            | Alex Baldolini         | 7–8           |
| Gemar Team Lorini                                        | Honda         | Honda CBR600RR      | 74            | Jaimie van Sikkelerus  | 1–11          |
| Gemar Team Lorini                                        | Honda         | Honda CBR600RR      | 111           | Kyle Smith             | 1–6           |
| EAB antwest Racing                                       | Kawasaki      | Kawasaki ZX-6R      | 13            | Anthony West           | 1–8           |
| EAB antwest Racing                                       | Kawasaki      | Kawasaki ZX-6R      | 33            | Kevin van Leuven       | 10            |
| EAB antwest Racing                                       | Kawasaki      | Kawasaki ZX-6R      | 51            | Glenn van Straalen     | 11            |
| Czech Road Racing Team Chalupari                         | Yamaha        | Yamaha YZF-R6       | 14            | Michal Chalupa         | 7             |
| NRT                                                      | Yamaha        | Yamaha YZF-R6       | 16            | Jules Cluzel           | 1–11          |
| NRT                                                      | Yamaha        | Yamaha YZF-R6       | 36            | Thomas Gradinger       | 1–11          |
| Bardahl Evan Bros. WorldSSP Team                         | Yamaha        | Yamaha YZF-R6       | 21            | Randy Krummenacher     | 1–11          |
| Freudenberg World SSP Team                               | Yamaha        | Yamaha YZF-R6       | 23            | Max Enderlein          | 7             |
| Kawasaki Puccetti Racing                                 | Kawasaki      | Kawasaki ZX-6R      | 25            | Azlan Shah Kamaruzaman | 2             |
| Kawasaki Puccetti Racing                                 | Kawasaki      | Kawasaki ZX-6R      | 32            | Sheridan Morais        | 3–4, 6–8      |
| Kawasaki Puccetti Racing                                 | Kawasaki      | Kawasaki ZX-6R      | 50            | Kengo Nagao            | 9             |
| Kawasaki Puccetti Racing                                 | Kawasaki      | Kawasaki ZX-6R      | 54            | Kenan Sofuoğlu         | 1, 5          |
| Kawasaki Puccetti Racing                                 | Kawasaki      | Kawasaki ZX-6R      | 78            | Hikari Okubo           | 1–11          |
| Kawasaki Puccetti Racing                                 | Kawasaki      | Kawasaki ZX-6R      | 98            | Héctor Barberá         | 9–11          |
| Team GoEleven Kawasaki                                   | Kawasaki      | Kawasaki ZX-6R      | 29            | Ted Collins            | 2             |
| Team GoEleven Kawasaki                                   | Kawasaki      | Kawasaki ZX-6R      | 34            | Ezequiel Iturrioz      | 5–11          |
| Team GoEleven Kawasaki                                   | Kawasaki      | Kawasaki ZX-6R      | 44            | Luigi Morciano         | 7             |
| Team GoEleven Kawasaki                                   | Kawasaki      | Kawasaki ZX-6R      | 65            | Michael Canducci       | 1, 3–6        |
| Team GoEleven Kawasaki                                   | Kawasaki      | Kawasaki ZX-6R      | 83            | Lachlan Epis           | 1–4           |
| Team GoEleven Kawasaki                                   | Kawasaki      | Kawasaki ZX-6R      | 88            | Christian Stange       | 8–11          |
| Racedays                                                 | Honda         | Honda CBR600RR      | 38            | Hannes Soomer          | 1–11          |
| Emperador Racing Team                                    | Yamaha        | Yamaha YZF-R6       | 39            | Borja Quero            | 9             |
| Team Rosso Corsa                                         | Yamaha        | Yamaha YZF-R6       | 42            | Marco Bussolotti       | 8             |
| Pleo Racing Team                                         | Kawasaki      | Kawasaki ZX-6R      | 43            | Stefano Valtulini      | 8             |
| VEPP Racing                                              | Honda         | Honda CBR600RR      | 48            | Gergő Molnár           | 7             |
| Team Greenspeed                                          | Kawasaki      | Kawasaki ZX-6R      | 52            | Marco Malone           | 5             |
| Renzi Corse                                              | Kawasaki      | Kawasaki ZX-6R      | 53            | Nicola Jr. Morrentino  | 5             |
| G.A.S. Racing Team                                       | Yamaha        | Yamaha YZF-R6       | 55            | Massimo Roccoli        | 5             |
| G.A.S. Racing Team                                       | Yamaha        | Yamaha YZF-R6       | 60            | Lorenzo Gabellini      | 5, 8          |
| CIA Landlord Insurance Honda                             | Honda         | Honda CBR600RR      | 56            | Péter Sebestyén        | 8–11          |
| CIA Landlord Insurance Honda                             | Honda         | Honda CBR600RR      | 61            | Ryan Vickers           | 6             |
| CIA Landlord Insurance Honda                             | Honda         | Honda CBR600RR      | 66            | Niki Tuuli             | 1–5           |
| CIA Landlord Insurance Honda                             | Honda         | Honda CBR600RR      | 96            | Andrew Irwin           | 2–7           |
| CIA Landlord Insurance Honda                             | Honda         | Honda CBR600RR      | 111           | Kyle Smith             | 7–11          |
| Benro Racing                                             | Yamaha        | Yamaha YZF-R6       | 62            | Vasco van der Valk     | 4             |
| Extreme Racing Bardahl                                   | MV Agusta     | MV Agusta F3 675    | 63            | Davide Stirpe          | 5, 8          |
| GRT Yamaha Official WorldSSP Team                        | Yamaha        | Yamaha YZF-R6       | 64            | Federico Caricasulo    | 1–11          |
| GRT Yamaha Official WorldSSP Team                        | Yamaha        | Yamaha YZF-R6       | 144           | Lucas Mahias           | 1–11          |
| Floramo Monaco Racing Team                               | Honda         | Honda CBR600RR      | 65            | Michael Canducci       | 7             |
| Team Rosso e Nero                                        | Yamaha        | Yamaha YZF-R6       | 65            | Michael Canducci       | 8             |
| Flembbo Leader Team                                      | Kawasaki      | Kawasaki ZX-6R      | 67            | Gaëtan Matern          | 10            |
| Motor Village 69 Racing                                  | Honda         | Honda CBR600RR      | 69            | Pierre Coppa           | 7             |
| H43 Team Nobby Denson                                    | Kawasaki      | Kawasaki ZX-6R      | 70            | Miquel Pons            | 9             |
| The BlackSheep Team                                      | Yamaha        | Yamaha YZF-R6       | 71            | Marco Muzio            | 10            |
| ENI_Motor7_Pequeno Motos                                 | Yamaha        | Yamaha YZF-R6       | 75            | Ivo Lopes              | 9             |
| MAXIGP108                                                | Yamaha        | Yamaha YZF-R6       | 80            | Maximilien Bau         | 10            |
| Paukku Racing                                            | Triumph       | Triumph Daytona 675 | 82            | Pauli Pekkanen         | 10            |
| Scuderia Improve – Firenze Motor                         | Honda         | Honda CBR600RR      | 93            | Roberto Mercandelli    | 8             |
| Core Kawasaki Thailand Racing Team                       | Kawasaki      | Kawasaki ZX-6R      | 99            | Thitipong Warokorn     | 2             |
| Pilotos Copa Europea de Supersport FIM                   |               |                     |               |                        |               |
| GRT Yamaha Official WorldSSP Junior Team                 | Yamaha        | Yamaha YZF-R6       | 15            | Alfonso Coppola        | 3–10          |
| Sterkman Motorsport by HRP                               | Suzuki        | Suzuki GSX-R600     | 22            | Eemeli Lahti           | 3–8           |
| Team Hartog – Against Cancer                             | Kawasaki      | Kawasaki ZX-6R      | 47            | Rob Hartog             | 3–10          |
| SSP Hungary Racing Nordfilm Packaging SSP Hungary Racing | Kawasaki      | Kawasaki ZX-6R      | 56            | Péter Sebestyén        | 3–5           |
| SSP Hungary Racing Nordfilm Packaging SSP Hungary Racing | Kawasaki      | Kawasaki ZX-6R      | 97            | Richárd Bódis          | 8             |
| Chromeburner Wayne's Racingteam MtM                      | Kawasaki      | Kawasaki ZX-6R      | 77            | Wayne Tessels          | 3–10          |

| Leyenda             | Leyenda |
| ------------------- | ------- |
| Piloto Titular      |         |
| Piloto Invitado     |         |
| Piloto de reemplazo |         |

## Resultados

### Campeonato de Pilotos
| Pos. | Piloto                 | Moto      | PHI | CHA | ARA | ASS | IMO | DON | BRN | MIS | POR | MAG | VIL | LOS | Ptos. |
| ---- | ---------------------- | --------- | --- | --- | --- | --- | --- | --- | --- | --- | --- | --- | --- | --- | ----- |
| 1    | Sandro Cortese         | Yamaha    | 3   | 4   | 1   | 6   | 4   | 1   | 2   | 3   | 6   | 2   | 2   | 2   | 208   |
| 2    | Lucas Mahias           | Yamaha    | 1   | 2   | 4   | 4   | 8   | 5   | 4   | Ret | 1   | 3   | 3   | 1   | 185   |
| 3    | Jules Cluzel           | Yamaha    | 7   | Ret | 3   | 1   | 1   | 2   | 1   | 4   | Ret | 1   | 1   | Ret | 183   |
| 4    | Randy Krummenacher     | Yamaha    | 2   | 1   | 11  | 2   | 5   | 4   | 5   | 5   | 5   | 5   | 6   | 5   | 159   |
| 5    | Federico Caricasulo    | Yamaha    | 4   | 3   | 2   | Ret | 2   | 6   | Ret | 1   | 2   | 13  | Ret | 3   | 143   |
| 6    | Raffaele De Rosa       | MV Agusta | 6   | 7   | Ret | 3   | 3   | 3   | 3   | 2   | 4   | 7   | Ret | 8   | 133   |
| 7    | Thomas Gradinger       | Yamaha    | 10  | 11  | 23  | 9   | 12  | 8   | 6   | Ret | 9   | 4   | 4   | 4   | 86    |
| 8    | Kyle Smith             | Honda     | 8   | Ret | 5   | Ret | 24  | 13  | 8   | 7   | 3   | 8   | 7   | Ret | 72    |
| 9    | Luke Stapleford        | Triumph   | 5   | 10  | 6   | 5   | 9   |     |     |     |     |     |     |     | 56    |
| 9    | Luke Stapleford        | Yamaha    |     |     |     |     |     | 16  | 18  | 14  | 12  | 15  | 12  | Ret | 56    |
| 10   | Anthony West           | Kawasaki  | Ret | 6   | 9   | DNS | 6   | 11  | 7   | 6   |     |     |     |     | 51    |
| 11   | Ayrton Badovini        | MV Agusta | 9   | 15  | Ret | 12  | Ret | 7   | Ret | 10  | 8   | 12  | 11  | 11  | 49    |
| 12   | Loris Cresson          | Yamaha    | 12  | 13  | 12  | 10  | 13  | 12  | 10  | Ret | DNS | 18  | 10  | 12  | 40    |
| 13   | Hikari Okubo           | Kawasaki  | 14  | 19  | Ret | Ret | 10  | Ret | 13  | 9   | 10  | 9   | 8   | Ret | 39    |
| 14   | Niki Tuuli             | Honda     | 11  | 9   | 8   | 7   | 7   |     |     |     |     |     |     |     | 38    |
| 15   | Corentin Perolari      | Yamaha    |     |     | 16  |     |     | 15  |     | 12  | Ret | 6   | 5   | 6   | 36    |
| 16   | Hannes Soomer          | Honda     | Ret | 17  | 18  | 11  | 16  | 14  | 12  | 15  | 7   | 11  | 13  | 9   | 36    |
| 17   | Héctor Barberá         | Kawasaki  |     |     |     |     |     |     |     |     | 11  | 10  | 9   | 7   | 27    |
| 18   | Rob Hartog             | Kawasaki  |     |     | 10  | 8   | 11  | Ret | 11  | 13  | DSQ | 17  |     |     | 27    |
| 19   | Sheridan Morais        | Kawasaki  |     |     | 7   | Ret |     | 9   | Ret | Ret |     |     |     |     | 16    |
| 20   | Thitipong Warokorn     | Kawasaki  |     | 5   |     |     |     |     |     |     |     |     |     |     | 11    |
| 21   | Eemeli Lahti           | Suzuki    |     |     | 13  | 15  | Ret | 18  | 9   | Ret |     |     |     |     | 11    |
| 22   | Andrew Irwin           | Honda     |     | 20  | 20  | 13  | 14  | 10  | 17  |     |     |     |     |     | 11    |
| 23   | Péter Sebestyén        | Kawasaki  |     |     | 21  | 19  | 17  |     |     |     |     |     |     |     | 9     |
| 23   | Péter Sebestyén        | Honda     |     |     |     |     |     |     |     | 17  | Ret | 14  | 15  | 10  | 9     |
| 24   | Lorenzo Gabellini      | Yamaha    |     |     |     |     | 20  |     |     | 8   |     |     |     |     | 8     |
| 25   | Ratthapong Wilairot    | Yamaha    |     | 8   |     |     |     |     |     |     |     |     |     |     | 8     |
| 26   | Marco Bussolotti       | Yamaha    |     |     |     |     |     |     |     | 11  |     |     |     |     | 5     |
| 27   | Jaimie van Sikkelerus  | Honda     | 16  | 21  | 19  | Ret | Ret | Ret | DNS | 22  | 14  | Ret | 18  | 13  | 5     |
| 28   | Christian Stange       | Kawasaki  |     |     |     |     |     |     |     | Ret | 15  | 16  | 14  | 14  | 5     |
| 29   | Jack Kennedy           | Triumph   |     | 12  |     |     |     |     |     |     |     |     |     |     | 4     |
| 30   | Miquel Pons            | Kawasaki  |     |     |     |     |     |     |     |     | 13  |     |     |     | 3     |
| 31   | Kenan Sofuoğlu         | Kawasaki  | 13  |     |     |     | Ret |     |     |     |     |     |     |     | 3     |
| 32   | Alfonso Coppola        | Yamaha    |     |     | Ret | 20  | 19  | 19  | 14  | 23  | 19  | 25  |     |     | 2     |
| 33   | Wayne Tessels          | Kawasaki  |     |     | 22  | 14  | 21  | 20  | 20  | 20  | Ret | 19  |     |     | 2     |
| 34   | Michael Canducci       | Kawasaki  | Ret |     | 14  | Ret | 18  | 21  |     |     |     |     |     |     | 2     |
| 34   | Michael Canducci       | Honda     |     |     |     |     |     |     | 16  |     |     |     |     |     | 2     |
| 34   | Michael Canducci       | Yamaha    |     |     |     |     |     |     |     | 19  |     |     |     |     | 2     |
| 35   | Decha Kraisart         | Yamaha    |     | 14  |     |     |     |     |     |     |     |     |     |     | 2     |
| 36   | Nacho Calero           | Kawasaki  | 18  | Ret | 17  | 17  | 22  | Ret | 21  | Ret | Ret | 24  | 20  | 15  | 1     |
| 37   | Alex Baldolini         | Honda     |     |     |     |     |     |     | 15  | Ret |     |     |     |     | 1     |
| 38   | Nicola Jr. Morrentino  | Kawasaki  |     |     |     |     | 15  |     |     |     |     |     |     |     | 1     |
| 39   | Stefan Hill            | Triumph   | DNS |     | 15  | 16  | 23  | 17  | Ret | Ret |     |     |     |     | 1     |
| 40   | Tom Toparis            | Kawasaki  | 15  |     |     |     |     |     |     |     |     |     |     |     | 1     |
|      | Alex Murley            | Honda     |     |     |     |     |     |     |     |     | Ret | 26  | 19  | 16  | 0     |
|      | Ezequiel Iturrioz      | Kawasaki  |     |     |     |     | Ret | 22  | 23  | 21  | 17  | 20  | 16  | Ret | 0     |
|      | Samuel Hornsey         | Triumph   |     |     |     |     |     |     |     |     | 16  | 21  | 17  | Ret | 0     |
|      | Davide Stirpe          | MV Agusta |     |     |     |     | DNS |     |     | 16  |     |     |     |     | 0     |
|      | Azlan Shah Kamaruzaman | Kawasaki  |     | 16  |     |     |     |     |     |     |     |     |     |     | 0     |
|      | Mike Di Meglio         | Yamaha    | 17  | 18  |     |     |     |     |     |     |     |     |     |     | 0     |
|      | Kengo Nagao            | Kawasaki  |     |     |     |     |     |     |     |     | 18  |     |     |     | 0     |
|      | Roberto Mercandelli    | Honda     |     |     |     |     |     |     |     | 18  |     |     |     |     | 0     |
|      | Vasco van der Valk     | Yamaha    |     |     |     | 18  |     |     |     |     |     |     |     |     | 0     |
|      | Max Enderlein          | Yamaha    |     |     |     |     |     |     | 19  |     |     |     |     |     | 0     |
|      | Kevin van Leuven       | Kawasaki  |     |     |     |     |     |     |     |     |     | 22  |     |     | 0     |
|      | Luigi Morciano         | Kawasaki  |     |     |     |     |     |     | 22  |     |     |     |     |     | 0     |
|      | Ted Collins            | Kawasaki  |     | 22  |     |     |     |     |     |     |     |     |     |     | 0     |
|      | Pauli Pekkanen         | Triumph   |     |     |     |     |     |     |     |     |     | 23  |     |     | 0     |
|      | Michal Chalupa         | Yamaha    |     |     |     |     |     |     | 24  |     |     |     |     |     | 0     |
|      | Lachlan Epis           | Kawasaki  | Ret | Ret | 24  | Ret |     |     |     |     |     |     |     |     | 0     |
|      | Pierre Coppa           | Yamaha    |     |     |     |     |     |     | 25  |     |     |     |     |     | 0     |
|      | Borja Quero            | Yamaha    |     |     |     |     |     |     |     |     | NC  |     |     |     | 0     |
|      | Glenn van Straalen     | Kawasaki  |     |     |     |     |     |     |     |     |     |     | Ret | Ret | 0     |
|      | Gaëtan Matern          | Kawasaki  |     |     |     |     |     |     |     |     |     | Ret |     |     | 0     |
|      | Maximilien Bau         | Yamaha    |     |     |     |     |     |     |     |     |     | Ret |     |     | 0     |
|      | Marco Muzio            | Yamaha    |     |     |     |     |     |     |     |     |     | Ret |     |     | 0     |
|      | Ivo Lopes              | Yamaha    |     |     |     |     |     |     |     |     | Ret |     |     |     | 0     |
|      | Stefano Valtulini      | Kawasaki  |     |     |     |     |     |     |     | Ret |     |     |     |     | 0     |
|      | Richárd Bódis          | Kawasaki  |     |     |     |     |     |     |     | Ret |     |     |     |     | 0     |
|      | Gergő Molnár           | Honda     |     |     |     |     |     |     | Ret |     |     |     |     |     | 0     |
|      | Ryan Vickers           | Honda     |     |     |     |     |     | Ret |     |     |     |     |     |     | 0     |
|      | Marco Malone           | Kawasaki  |     |     |     |     | Ret |     |     |     |     |     |     |     | 0     |
|      | Massimo Roccoli        | Yamaha    |     |     |     |     | Ret |     |     |     |     |     |     |     | 0     |
| Pos. | Piloto                 | Moto      | PHI | CHA | ARA | ASS | IMO | DON | BRN | MIS | POR | MAG | VIL | LOS | Ptos. |

| Color     | Resultado                                                               |
| --------- | ----------------------------------------------------------------------- |
| Oro       | Ganador                                                                 |
| Plata     | 2.ª plaza                                                               |
| Bronce    | 3.ª plaza                                                               |
| Verde     | Finalizó en los puntos                                                  |
| Azul      | Finalizó sin puntos                                                     |
| Azul      | NC - No clasificado                                                     |
| Violeta   | Ret - No terminó (Carrera)                                              |
| Rojo      | DNQ - No se clasificó                                                   |
| Negro     | DSQ - Descalificado                                                     |
| Blanco    | DNS - No empezó (carrera)                                               |
| Blanco    | WD - Retirado (fin de semana)                                           |
| Blanco    | C - Carrera cancelada                                                   |
| Sin color | DNP - Inscrito pero no participó                                        |
| Sin color | INJ - Lesionado                                                         |
| Sin color | EX - Excluido                                                           |
| Estado    | Resultado                                                               |
| Negrita   | Pole position                                                           |
| Cursiva   | Vuelta rápida                                                           |
| †         | Abandona, pero clasifica al completar el porcentaje requerido para ello |

### Campeonato de Constructores
| Pos. | Constructor | PHI | CHA | ARA | ASS | IMO | DON | BRN | MIS | POR | MAG | VIL | LOS | Ptos. |
| ---- | ----------- | --- | --- | --- | --- | --- | --- | --- | --- | --- | --- | --- | --- | ----- |
| 1    | Yamaha      | 1   | 1   | 1   | 1   | 1   | 1   | 1   | 1   | 1   | 1   | 1   | 1   | 300   |
| 2    | MV Agusta   | 6   | 7   | Ret | 3   | 3   | 3   | 3   | 2   | 4   | 7   | 11  | 8   | 138   |
| 3    | Honda       | 8   | 9   | 5   | 7   | 7   | 10  | 8   | 7   | 3   | 8   | 7   | 9   | 107   |
| 4    | Kawasaki    | 13  | 5   | 7   | 8   | 6   | 9   | 7   | 6   | 10  | 9   | 8   | 7   | 97    |
| 5    | Triumph     | 5   | 10  | 6   | 5   | 9   | 17  | Ret | Ret | 16  | 21  | 17  | Ret | 45    |
| 6    | Suzuki      |     |     | 13  | 15  | Ret | 18  | 9   | Ret |     |     |     |     | 11    |
| Pos. | Constructor | PHI | CHA | ARA | ASS | IMO | DON | BRN | MIS | POR | MAG | VIL | LOS | Ptos. |